# Козлов Валентин Іванович (футболіст)
Козлов Валентин Іванович (6 січня 1959, Запоріжжя — ?) — радянський футболіст, що виступав на позиції захисника, півзахисника та нападника.
Вихованець ДЮСШ «Сатурн» Рибінськ. Дебютував у команді у 1976 році у другій лізі. 1979 почав у московському «Торпедо». Провів чотири матчі у Кубку СРСР і один — у чемпіонаті: 2 квітня у гостьовій грі проти ростовського СКА (1:2) на 81-й хвилині замінив Володимира Сахарова. Решту сезону провів у «Сатурні». Армійську службу проходив у 1980—1981 роках у команді першої ліги «Іскра» Смоленськ. У травні — червні був у складі ЦСКА, грав за дубль, забив два м'ячі у матчі проти «Динамо» Мінськ (3:4).
Надалі грав за «Сатурн» (1982, 1984), «Шинник» Ярославль (1982—1984), «Металург» Запоріжжя (1985—1986, 1988), «Торпедо» Запоріжжя (1987, 1989—1991). 1988 починав у московському «Спартаку», за дубль якого провів один матч.